# Tomobella
Tomobella este un gen de păianjeni din familia Salticidae.
Cladograma conform Catalogue of Life:
| Tomobella | \| \| Tomobella andasibe \| \| \| \| \| \| Tomobella fotsy \| \| \| \| |
|           | \| \| Tomobella andasibe \| \| \| \| \| \| Tomobella fotsy \| \| \| \| |
|           | Tomobella andasibe                                                     |
|           |                                                                        |
|           | Tomobella fotsy                                                        |
|           |                                                                        |